# Vera F. Birkenbihl
Vera Felicitas Birkenbihl (* 26. April 1946 in München; † 3. Dezember 2011 in Osterholz-Scharmbeck) war eine deutsche Managementtrainerin, Sachbuchautorin und Esoterikerin.

## Leben
Vera Birkenbihl, die Tochter des Personaltrainers und Unternehmensberaters Michael Birkenbihl, floh zunächst vor den Konflikten im Elternhaus und brach das Gymnasium ab. Später begann sie ein Psychologie- und Journalismus-Studium.
Ab 1969 entwickelte Vera Birkenbihl Lerntechniken. 1970 hielt sie erste Vorträge und Seminare in den USA. Nach ihrer Rückkehr 1972 arbeitete sie als freie Trainerin und Autorin. Sie lebte in ihrem Heimatort Odelzhausen in ihrem Elternhaus. Zuletzt lebte sie in Osterholz-Scharmbeck. Birkenbihl hatte laut eigener Aussage das Asperger-Syndrom.
Im Frühjahr 2011 wurde bei Birkenbihl Speiseröhrenkrebs diagnostiziert und eine Operation durchgeführt. Sie starb im Alter von 65 Jahren an einer Lungenembolie. Sie wurde auf dem Friedhof in der Nachbargemeinde Hambergen beigesetzt.

## Wirken
Mitte der 1980er Jahre erlangte Vera F. Birkenbihl größere Bekanntheit durch eine selbstentwickelte Methode des Sprachenlernens, die Birkenbihl-Methode.
In Seminaren und Publikationen befasste sie sich mit den Themen gehirngerechtes Lernen und Lehren, analytisches und kreatives Denken, Persönlichkeitsentwicklung, Numerologie, pragmatische Esoterik, gehirnspezifische Geschlechterunterschiede und Zukunftstauglichkeit. Bei esoterischen Themen nahm sie Bezug auf Thorwald Dethlefsen.
Vera F. Birkenbihl gründete einen Verlag und 1973 das Institut für gehirn-gerechtes Arbeiten. Neben ihrer im Jahr 2004 produzierten Sendung Kopfspiele mit 22 Folgen war sie 1999 als Expertin in der Sendereihe Alpha – Sichtweisen für das dritte Jahrtausend auf BR-alpha zu sehen.
Bis zum Jahr 2000 hatte Birkenbihl zwei Millionen Bücher verkauft. Selbst zehn Jahre nach ihrem Tod verkauften sich im Jahr 2021 ihre Bücher in Deutschland jeden Monat im vierstelligen Bereich.
Einer ihrer Schwerpunkte war bis zuletzt das Thema der spielerischen Wissensvermittlung und der entsprechenden Lernstrategien (NLLS = Non-Learning Learning Strategies), die sowohl Lernenden als auch Lehrenden die praktische Arbeit erleichtern sollten. Unter anderem propagierte sie die Methode der ABC-Liste.
Des Weiteren schrieb sie regelmäßig für Medien wie die Frankfurter Allgemeine Zeitung, den Harvard Business Manager oder Gehirn & Geist.
Mittlerweile erscheinen die Bücher von Vera F. Birkenbihl im Klarsicht Verlag, der auch ein Online-Portal betreibt, auf dem ihre Videoveröffentlichungen gestreamt werden können.

## Birkenbihl-Lernmethoden
Birkenbihls Lernkonzepte wurden ab Ende der 1990er Jahre als gehirn-gerecht vermarktet. Dieser Begriff ist eine von ihr propagierte Übersetzung des englischen brain-friendly. Diese Lernmethode verheiße, ohne das Pauken von Vokabeln auszukommen. Sie vertrat die Meinung, dass ihre selbstentwickelte Methode dem natürlichen Erlernen der Muttersprache gleiche. 
Die Methode besteht aus vier Schritten:
1. „Dekodieren“: Erarbeiten des fremdsprachlichen Textes durch Wort-für-Wort-Übersetzungen, um sich an die fremde Syntax zu gewöhnen.
2. Aktives Hören (via CD, MP3 o. ä.) des fremdsprachlichen Textes mit gleichzeitigem Lesen der Wort-für-Wort Übersetzung aus Schritt 1.
3. Passives Hören des fremdsprachlichen Textes im Alltag, während man anderen Tätigkeiten nachgeht.
4. Sprechen – Lesen – Schreiben, je nach verfolgtem Lernziel.

Durch diese Schritte könne man das Verstehen der zu erlernenden Sprache verbessern. Vera F. Birkenbihl hebt auch das hierdurch erlernte Sprachgefühl hervor, welches auf das wiederholte Hören von Gesprächen zwischen Muttersprachlern zurückzuführen sei. Die Grammatik der Sprache verstehe man automatisch durch häufiges Wiederholen der vier Schritte.
Für das Erlernen des Sprechens eignet sich der im vierten Schritt enthaltene Teil des „Chor-Sprechens“. Hierbei hört man den fremdsprachlichen Text und spricht ihn mit.

## Allgemeine und esoterische Aussagen
Birkenbihl war der Ansicht, dass Jungen ein Jahr zu früh eingeschult werden und dass gemischtgeschlechtlicher Unterricht ihnen schade, weil sie sich durch das Testosteron und den beginnenden Sexualtrieb nicht ausreichend auf den Unterricht konzentrieren könnten.
Birkenbihl beschäftigte sich in ihren Vorträgen intensiv mit Esoterik und vertrat die Ansicht einer (künftigen) Annäherung der modernen Physik an ein esoterisch geprägtes Weltbild.
In ihrem Vortrag „Von Null Ahnung zu etwas Quantenphysik?“ interpretierte Birkenbihl Erkenntnisse der Quantenphysik aus Sicht eines Laien und rechtfertigte nach eigener Auffassung damit die Existenz paranormaler Phänomene. Hierbei schrieb sie dem physikalischen Beobachter ein Bewusstsein zu und bezeichnete Materie als ein mögliches Epiphänomen des menschlichen Geistes.

## Auszeichnungen
- 2008 Hall of Fame – German Speakers Association
- 2010 Coaching Award – Besondere Leistungen und Verdienste

## Bücher (Auswahl)
- Die persönliche Erfolgsschule. mvg-Verlag, 1973, ISBN 3-478-04090-6, ISBN 978-3-478-04090-7.
- Signale des Körpers. Körpersprache verstehen. mvg-Paperbacks, 1988, ISBN 3-478-02280-0.
- Die Birkenbihl-Methode: Spanisch für Fortgeschrittene 1. birkenbihl-media, 1998, ISBN 3-931084-30-2.
- Jungen und Mädchen: wie sie lernen. Knaur, 2005, ISBN 978-3-426-64235-1, ISBN 3-426-64235-2.
- Sprachenlernen leichtgemacht!: die Birkenbihl-Methode, Fremdsprachen zu lernen. mvg-Verlag, 2006, ISBN 978-3-636-07215-3.
- Stroh im Kopf? Vom Gehirn-Besitzer zum Gehirn-Benutzer. mvg-Verlag, München  2007, ISBN 978-3-636-07227-6.
- Kommunikationstraining: zwischenmenschliche Beziehungen erfolgreich gestalten. mvg-Verlag, 2007, ISBN 978-3-636-07236-8.
- Psycho-logisch richtig verhandeln: Professionelle Verhandlungstechniken. mvg-Verlag, 2007, ISBN 978-3-636-07224-5.
- Von Null Ahnung zu etwas Chinesisch. Dies ist kein Sprachkurs. mvg-Verlag, 2007, ISBN 978-3-636-06371-7.
- Von Null Ahnung zu etwas Japanisch. Dies ist kein Sprachkurs. mvg-Verlag, 2007, ISBN 978-3-636-06362-5.
- Von Null Ahnung zu etwas Arabisch. Dies ist kein Sprachkurs. mvg-Verlag, 2007, ISBN 978-3-636-06361-8.
- Von Null Ahnung zu etwas Türkisch. Dies ist kein Sprachkurs. mvg-Verlag, 2007, ISBN 978-3-636-06380-9.
- Jeden Tag weniger ärgern! Das Anti-Ärger-Buch für ein entspannteres Leben: 59 konkrete Tipps, Techniken und Strategien in Theorie und Praxis. Klarsicht Verlag, Hamburg 2020, ISBN 978-3985842049.
- Der persönliche Erfolg: Stärken und Talente entdecken und gezielt einsetzen. Klarsicht Verlag, Hamburg 2024, ISBN 978-3-98584-217-9.
- Best of Birkenbihl: Alles, was man über das Denken und Lernen wissen muss. Klarsicht Verlag, Hamburg 2024, ISBN 978-3985842452.
- Trotzdem Lernen: Freude am Lernen durch gehirn-gerechte Methoden. Klarsicht Verlag, Hamburg 2025, ISBN 978-3985842544.